# Castelo de Crom

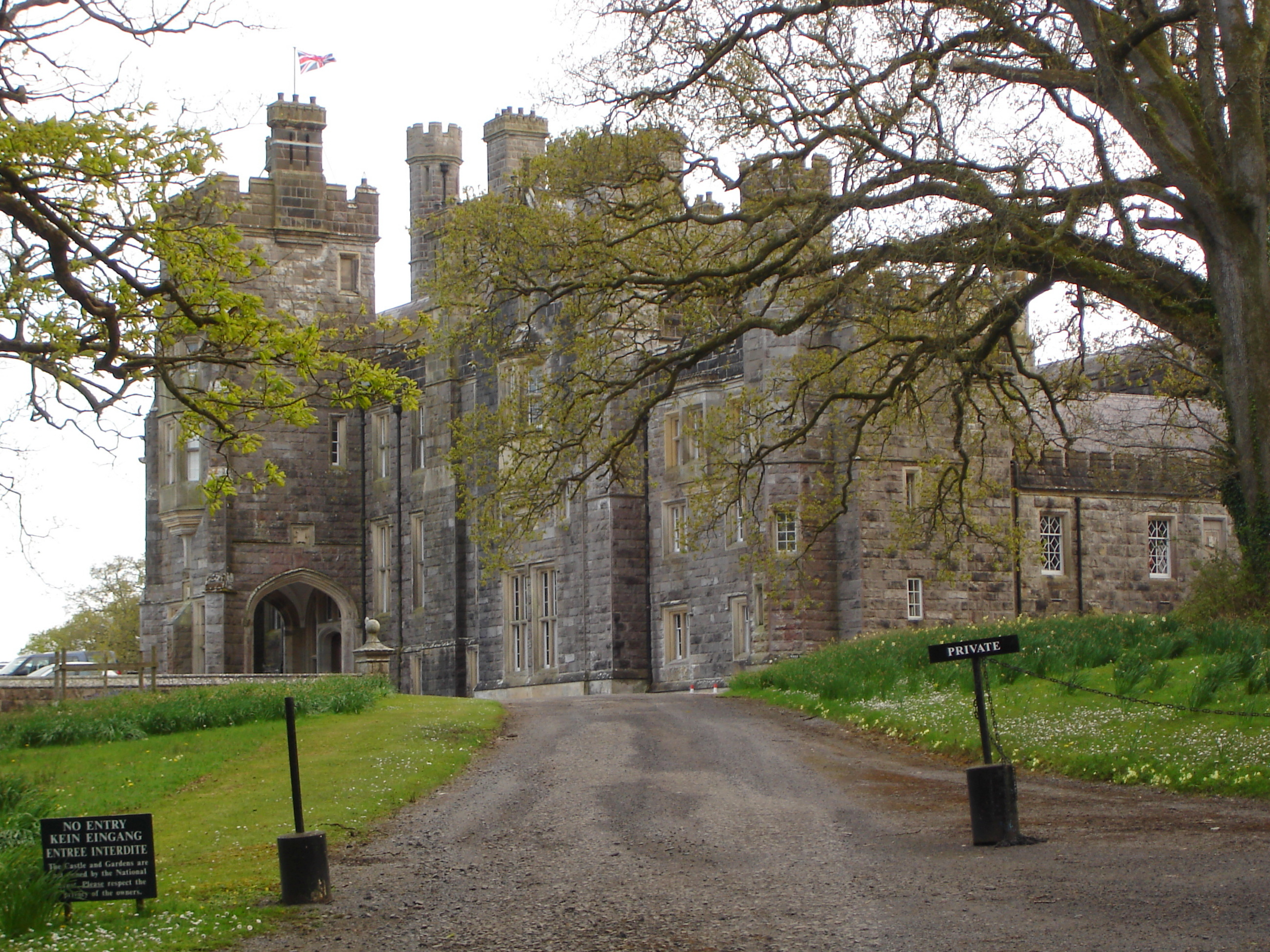
O Castelo de Crom.

O Castelo de Crom (em irlandês:  Caisleán na Croime) situa-se às margens do Lough Erne no Condado de Fermanagh, Irlanda do Norte; está dentro de uma propriedade de 1 900 quilômetro quadrados (470 000 acre(s)s). A atual estrutura foi construída em 1820 e embora o reinado da rainha Victoria tenha começado em  1837, o castelo fora construído em estilo vitoriano e tem sido o lar da família Crichton, Earls de Erne por séculos. A Propriedade de Crom também contém as ruínas do antigo castelo, uma torre, que era anteriormente detida pela família Balfour até os Crichtons adquirirem em 1609. O castelo nos dias de hoje é propriedade privada da família Crichton, Earls de Erne, e a propriedade é administrada pela National Trust. O local inclui muitas características de tempos passados, incluindo o centro do pátio, a casa de barcos, a casa de chá, a igreja, escola, etc. Os hóspedes são capazes de usar a Ala Oeste para casamentos ou para ficar na Ala Oeste do castelo em base semanal ou fim de semana prolongado.
O antigo Castelo de Crom junto ao jardim, estão agendados como Monumentos Históricos.

## Galeria

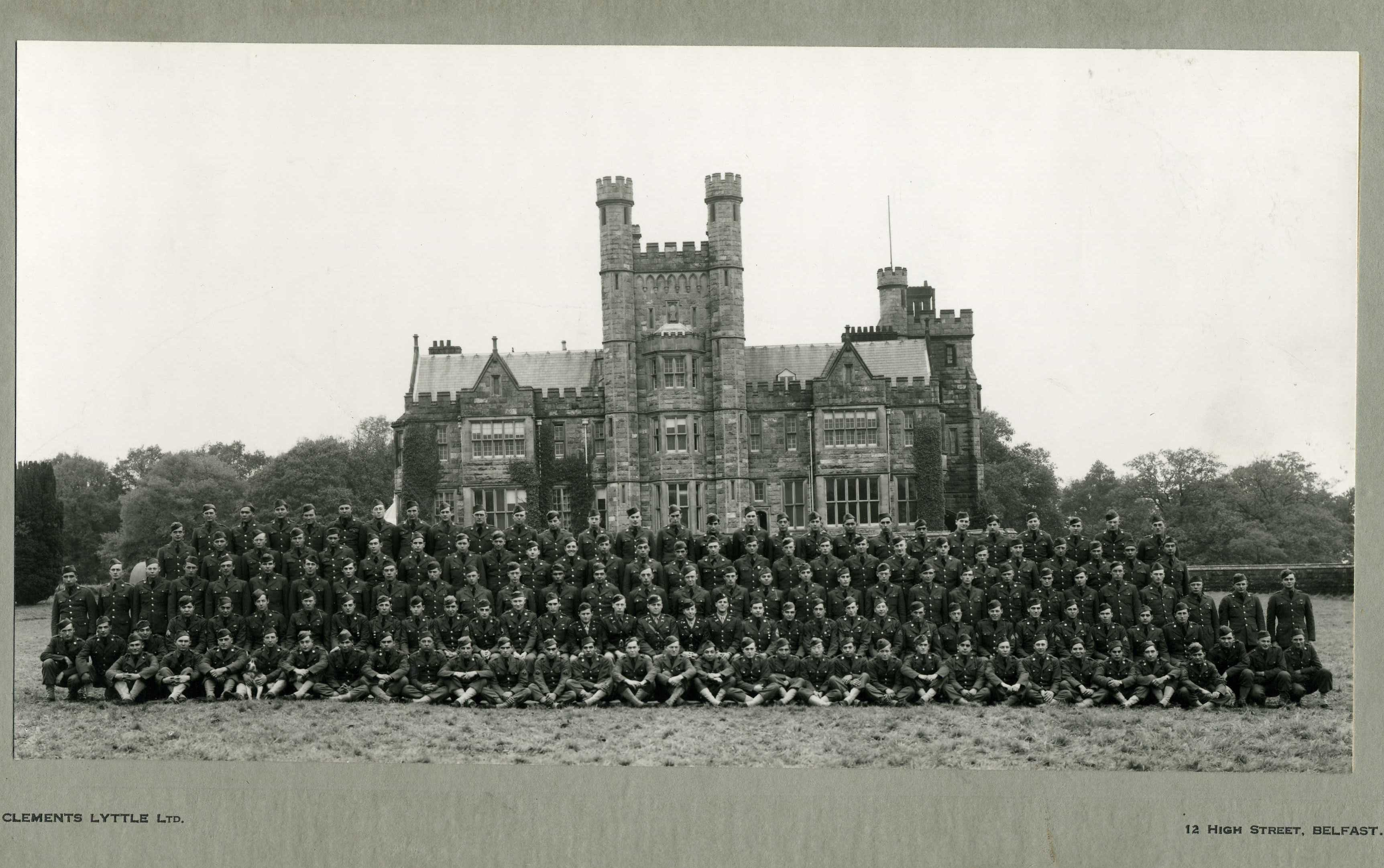
As tropas estadunidenses ao lado de fora do Castelo de Crom durante a Segunda Guerra Mundial.
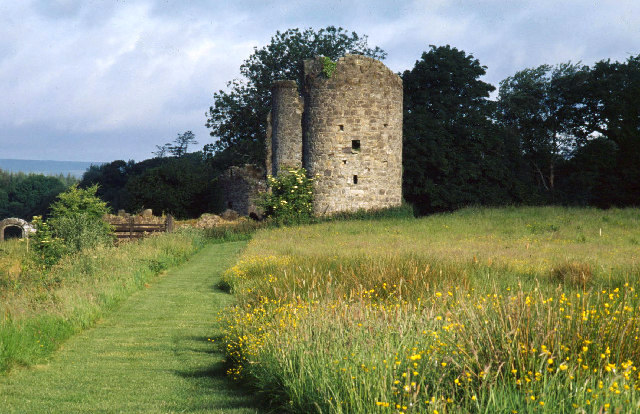
As ruínas do antigo castelo de Crom.